# Spedizione antartica giapponese
La spedizione antartica giapponese del 1910–1912 fu la prima esplorazione del territorio antartico effettuata da una spedizione giapponese.

## Storia
Guidata dal tenente dell'esercito Nobu Shirase, la nave Kainan Maru salpò da Tokyo nel dicembre 1910, raggiungendo i ghiacci il 26 febbraio 1911 entrando nel mare di Ross. Essendo già molto avanzata la stagione antartica, la nave non poté oltrepassare Coulman Island e fece ritorno a Sydney, in Australia, per passarvi l'inverno.
L'anno seguente fu fatto un terzo tentativo di approdare in Antartide, con l'obiettivo di esplorare la Terra di re Edward VII. Nei pressi della Grande barriera di ghiaccio la Kainan Maru incrociò la nave della spedizione antartica di  Roald Amundsen, la Fram, che attendeva nella baia delle Balene il ritorno del gruppo polare di Amundsen. Un gruppo di sette uomini della Kainan Maru sbarcò sulla barriera e viaggio fino alla latitudine di 80°05'S il 28 gennaio 1912. Il cattivo tempo li costrinse al ritorno. Shirase Nobu rivendicò tutta la piattaforma del ghiaccio Ross per il Giappone come Yamato Yukihara (大 和 雪原).
Nel frattempo la nave aveva sbarcato un secondo gruppo sulla costa della Terra di re Edward VII, dove si svolse l'esplorazione della catena montuosa di Alexandra Range.
La Kainan Maru tornò in Giappone, raggiungendo Yokohama il 20 giugno 1912. Nonostante la mancanza di un impatto duraturo dal punto di vista scientifico o storico, la spedizione di Shirase è importante perche tutti i suoi i membri sopravvissero al soggiorno in Antartide.

## Galleria d'immagini

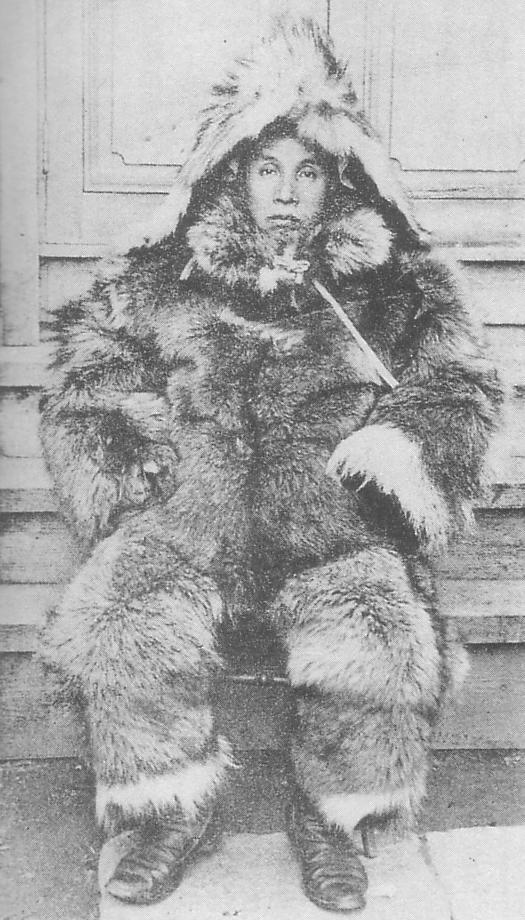
Nobu Hirase, tenente a capo della spedizione
Bandiera della spedizione